# Піно-дель-Ріо
Піно-дель-Ріо (ісп. Pino del Río) — муніципалітет в Іспанії, у складі автономної спільноти Кастилія-і-Леон, у провінції Паленсія. Населення — 220 осіб (2010).
Муніципалітет розташований на відстані близько 260 км на північ від Мадрида, 75 км на північ від Паленсії.
На території муніципалітету розташовані такі населені пункти: (дані про населення за 2010 рік)
- Селаділья-дель-Ріо: 76 осіб
- Піно-дель-Ріо: 144 особи

## Демографія
Динаміка населення (INE ):

## Галерея зображень

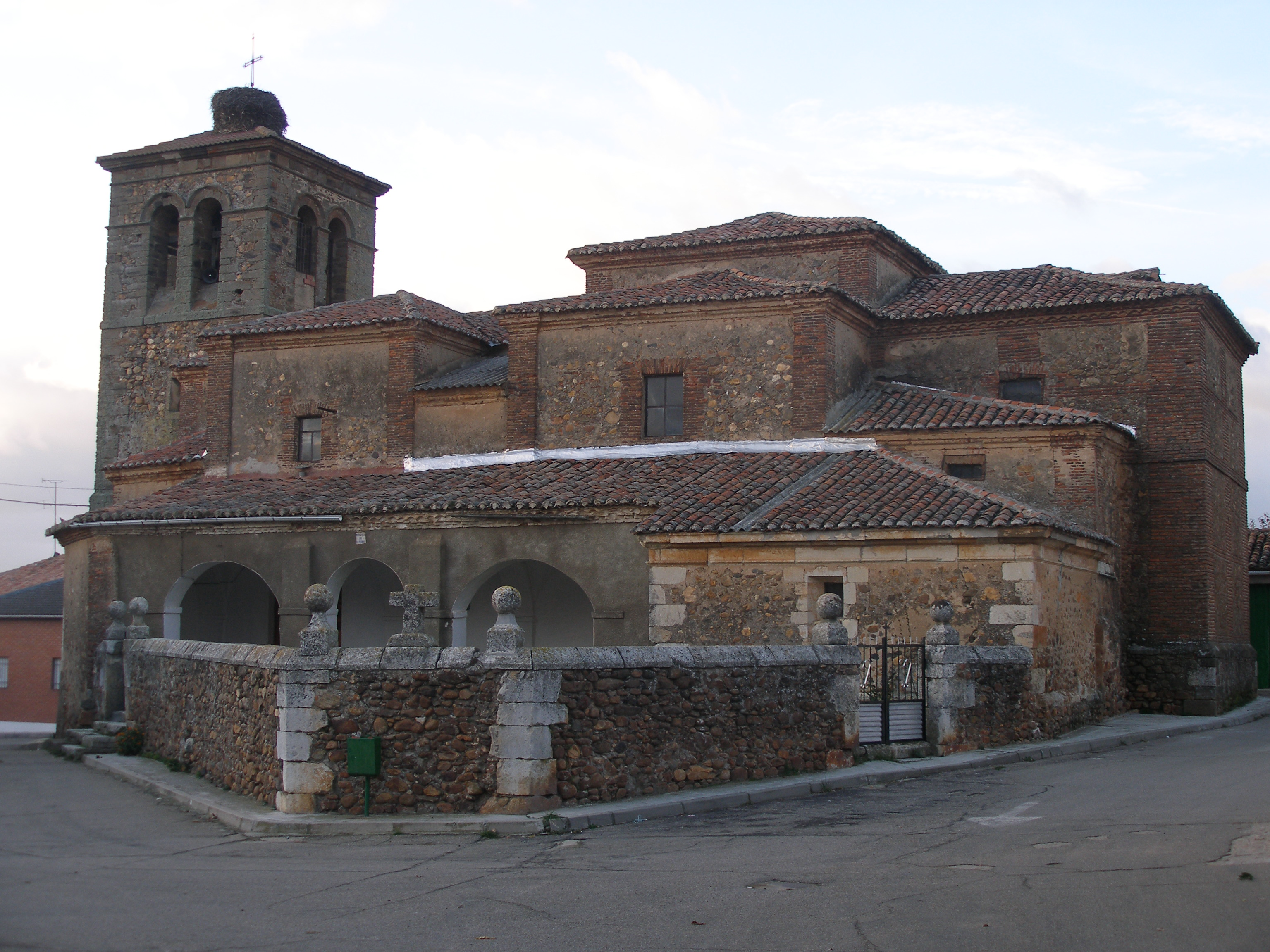
Церква Сан-Педро (Піно-дель-Ріо)